# Rudolf Schnackenburg
Rudolf Schnackenburg (* 5. Januar 1914 in Kattowitz, Provinz Schlesien; † 28. August 2002 in Würzburg) war ein deutscher katholischer Priester und Neutestamentler. Er wurde von Joseph Ratzinger als der „wohl bedeutendste deutschsprachige katholische Exeget der zweiten Hälfte des 20. Jahrhunderts“ bezeichnet.

## Leben
Schnackenburg verbrachte seine Kindheit im niederschlesischen Liegnitz und machte 1932 am dortigen Gymnasium Johanneum das Abitur. Anschließend studierte er wie auch sein Bruder Johannes Philosophie und Katholische Theologie an den Universitäten Breslau und München. Mit Beginn seines Studiums trat er der katholischen Studentenverbindung W.k.St.V. Guestfalia-Unitas bei. In Breslau wurde er mit einer von Friedrich Wilhelm Maier betreuten und 1937 eingereichten Dissertation über den Glauben im Johannesevangelium promoviert. Im selben Jahr empfing er durch Adolf Kardinal Bertram die Priesterweihe und wirkte anschließend zunächst als Seelsorger in Schlesien. Nachdem er dort 1946 vertrieben wurde, habilitierte er sich 1947 mit der Arbeit „Das Heilsgeschehen bei der Taufe nach dem Apostel Paulus“ bei Friedrich Wilhelm Maier an der Universität München für Neutestamentliche Exegese und wurde dort 1948 Privatdozent, ab 1952 war er außerordentlicher Professor für Neutestamentliche Exegese an der Philosophisch-Theologischen Hochschule Dillingen, 1955 ordentlicher Professor an der Philosophisch-Theologische Hochschule in Bamberg. Von 1957 bis 1982 lehrte er als Professor für das Neue Testament an der Julius-Maximilians-Universität Würzburg. Zu seinen Würzburger Assistenten zählten Josef Blank, Anton Dauer und Gerhard Lohfink. Nach seiner Emeritierung wirkte er als Seelsorger in einem Altenheim und als geistlicher Begleiter der Gemeinschaft Sant’Egidio.
Zusammen mit Walter Kasper, Joseph Ratzinger, Karl Lehmann und anderen plädierte er im Februar 1970 mit dem Memorandum zur Zölibatsdikussion für eine eindringliche Überprüfung und differenziertere Betrachtung des Zölibatsgesetzes der lateinischen Kirche.

## Wissenschaftliche Tätigkeit
Schnackenburg war Mitglied der Internationalen Theologenkommission und schrieb zahlreiche Bücher, unter anderem einen Kommentar zum Johannesevangelium und wirkte an der Einheitsübersetzung der Bibel mit.
Im Ökumenischen Arbeitskreis evangelischer und katholischer Theologen (ÖAK) wirkte er als Mitglied über Jahre hinweg mit und trug zu Veröffentlichungen bei.

## Werke
Exegetische Kommentare
- Das Evangelium nach Markus, 2 Bde.; Geistliche Schriftlesung. Erläuterungen zum Neuen Testament für die geistliche Lesung; Düsseldorf: Patmos, Bd. 1: 1966, Bd. 2: 1971
- Matthäusevangelium, 2 Bde.; Die Neue Echter Bibel. Kommentar zum Neuen Testament mit der Einheitsübersetzung; Würzburg: Echter
- Das Johannesevangelium, 4 Bde.; Herders theologischer Kommentar zum Neuen Testament 4; Freiburg (Sonderausg. 2000): Herder
- Der Brief an die Epheser; Evangelisch-Katholischer Kommentar zum Neuen Testament 10; Düsseldorf: Benziger, u. a. 20032; ISBN 3-545-23111-9

Weitere Veröffentlichungen
- Gottes Herrschaft und Reich; Herder Verlag, Freiburg i.Br., 1959
- Die sittliche Botschaft des Neuen Testaments; Herders theologischer Kommentar zum Neuen Testament, Supplementbd. 2; Freiburg i.Br. u. a.: Herder, 1986–1988 (Bd. 1: Von Jesus zur Urkirche, 1986, ISBN 3-451-20685-4; Teil 2: Die urchristlichen Verkündiger, 1988 ISBN 3-451-20690-0)
- Der Jesusweg. Meditationen zum lukanischen „Reisebericht“; Stuttgarter Taschenbücher 4; Stuttgart: Katholisches Bibelwerk, 1990; ISBN 3-460-11004-X
- Gott hat seinen Sohn gesandt. Das Weihnachtsgeheimnis; Freiburg i.Br. u. a.: Herder, 1990; ISBN 3-451-22088-1
- Die Person Jesu Christi im Spiegel der vier Evangelien; Herders theologischer Kommentar zum Neuen Testament, Supplementbd. 4; Freiburg i.Br. u. a.: Herder, 1993; ISBN 3-451-23072-0 (Neuauflage: Freiburg i.Br. 1998)
- Freundschaft mit Jesus; Freiburg i.Br. u. a.: Herder, 1995; ISBN 3-451-23606-0
- Predigt in der Gemeinschaft Sant’Egidio; Würzburg: Gemeinschaft Sant’Egidio (Hrsg.), 2003; ISBN 3-429-02546-X
- Die Bergpredigt. Utopische Vision oder Handlungsanweisung?; Düsseldorf 1984; ISBN 978-3-491-77267-0
- Memorandum zur Zölibatsdiskussion, gemeinsam mit u. a. Walter Kasper, Karl Lehmann, Karl Rahner, Joseph Ratzinger vom 9. Februar 1970[6]
- Die Ehe nach dem Neuen Testament, in Theologie der Ehe, S. 9 ff, Verlage Friedrich Pustet Regensburg und Vandenhoeck & Ruprecht Göttingen, 1969